# Winx Club WOW
Winx Club WOW: World of Winx o simplemente World of Winx (en español El mundo de las Winx) es una serie derivada de Winx Club producida por Rainbow S.r.l. y Netflix. 
Los 13 episodios de la primera temporada de la serie se estrenaron el 4 de noviembre del 2016 en Netflix, y los 13 episodios de la segunda temporada se estrenaron el 16 de junio del 2017 y la serie ha sido doblada al español hispanoamericano y al español de España. 
En España los 13 primeros episodios se estrenaron el 26 de mayo del 2018 en Netflix y los últimos 13 episodios que corresponden a la segunda temporada se estrenaron el 19 de diciembre del 2018, manteniendo el mismo reparto de voces de la quinta temporada de Winx Club. 
La serie cuenta con una transformación llamada Dreamix que las Winx obtienen en la primera temporada, y en la segunda temporada las Winx obtienen otra transformación llamada Onyrix.

## Argumento

### Temporada 1
El nuevo spin-off de Winx Club cuenta la historia de las Winx en la Tierra en una nueva misión para salvar a los chicos talentosos de la Reina de los Sueños que quiere secuestrarlos. Las Winx deben evitar usar la magia y deberán estar en encubierto para que no las descubran, y para esto entrarán en un reality show llamado WOW. En el trascurso de la historia las Winx ganarán una transformación llamada Dreamix y viajarán a muchos lugares de la Tierra para encontrar a estas personas y protegerlas.

### Temporada 2
Las Winx reciben una misión del Guardián del Mundo de los Sueños para salvar el País de Nunca Jamás, ya que en caso contrario, todas las hadas no existirán más y desaparecerá el deseo de soñar. El Dreamix evoluciona en el Onyrix, una transformación que hace que las Winx sean invencibles. ¿Podrán las Winx salvar el País de Nunca Jamás? ¿Podrán las Winx hacer que Campanilla sea nuevamente buena? ¿O fracasarán? 

## Personajes

### Otros personajes
- Ace: Presentador del programa de televisión WOW.
- Margot y Cliff: Jueces del programa de televisión WOW.
- Sr. Gómez y Sra. Evans: Detectives que buscan magia y otras cosas sobrenaturales, por lo que investigan a las Winx. Gómez, además, está enamorado de Evans, pero ella no le corresponde.
- Annabelle: Primera chica con talento, una camarera con sueño de cantar profesionalmente que es raptada por los sirvientes de la reina de los sueños en el primer episodio.
- Espíritu del mundo de los sueños: Es el encargado de alertar a las Winx, guardianas del mundo de los sueños, de que hay problemas en dicho mundo.
- Matt: Es el hijo del perdido Peter Pan y es el encargado de salvar y cuidar el mundo de los sueños.

### Enemigos
- Campanilla, la reina del Mundo de los Sueños: Durante toda la primera temporada no se conoce su identidad. Es una versión futura del hada que aparece en la obra de teatro y posterior novela Peter Pan y Wendy, de J.M. Barrie. Sin Peter Pan, que creció y se fue del País de Nunca Jamás, la pequeña hada también creció y quiere vengarse de haber quedado sola, capturando a personas talentosas de todo el mundo para crear su nuevo equipo de niños perdidos. En la serie usa un vestido negro adornado con una mascada negra, una capa del mismo color con hombreras guinda en forma de alas de vampiro y botas de un tono blanco pálido. Al final de la segunda temporada, ella se enamora de Matt y abandona la magia negra, recuperando su forma original: rubia y con un vestido blanco y alas. Ella y Matt gobernarán juntos el Mundo de los Sueños.
- Jim: También conocido como Ladrón de Talentos, es la versión joven del Capitán Garfio ya que Campanilla lo hizo joven para que trabajara para ella secuestrando a todos los chicos y chicas con talentos en la Tierra, para llenar el actual despoblado País de Nunca Jamás con nuevos chicos perdidos. Usa una sudadera cuya capucha tiene poderes de invisibilidad. Como no le gustaba estar en la sombra de la reina de los sueños, la traicionó y fue desterrado del Mundo de los Sueños. Posteriormente ayudó a Bloom a derrotar a Campanilla para después traicionar a las Winx, secuestrando el Árbol de la Vida y tratando de llevarlo al Mundo de las Pesadillas, para gobernar desde allí.
- Venomya (Baba Yaga): Crítica de música que persigue a las Winx por todo el planeta, intentando sabotear sus conciertos. En el último episodio se revela ante Bloom como bruja encubierta, y le dice que las brujas van a atacar la Tierra (dando argumento para una posible tercera temporada de World of Winx).

## Episodios

### Temporada 1
| # | Título del episodio                                                                                     | Fecha de estreno original | Fecha de estreno en España | Fecha de estreno en Hispanoamérica | Producción |
| --- | --- | ------------------------- | -------------------------- | ---------------------------------- | ---------- |
| 1 | «El ladrón de talentos» «Il ladro di talenti» «The Talent Thief»                                        | 4 de noviembre del 2016   | 26 de mayo del 2018        | 4 de noviembre del 2016            | 101        |
| Tras intentar atrapar al Ladrón de Talentos, las Winx tratan de proteger a la camarera cantante Annabelle que es la primera en entrar en el concurso WOW. Y durante la actuación de Annabelle, las Winx tienen una visión de su futura transformación, el Dreamix. | |                           |                            |                                    |            |
| 2 | «Nuevos poderes» «Nuovi poteri» «New Powers»                                                            | 4 de noviembre del 2016   | 26 de mayo del 2018        | 4 de noviembre del 2016            | 102        |
| Tras Bloom soñar con Annabelle atrapada en un bosque mágico, ella, Tecna y Flora fingen estar enfermas, y después al recuperar los últimos pasos de la cantante obtienen una nueva transformación llamada Dreamix que las transporta al Mundo de los Sueños.       | |                           |                            |                                    |            |
| 3 | «La leyenda del Hombre Cocodrilo» «La leggenda dell'uomo coccodrillo» «The Legend of the Crocodile Man» | 4 de noviembre del 2016   | 26 de mayo del 2018        | 4 de noviembre del 2016            | 103        |
| Expulsadas del bosque, las Winx intentan salvar a jóvenes talentosos, comenzando en Nueva York donde un chico llamado Naoki está siendo perseguido por un monstruo con forma de cocodrilo.                                                                         | |                           |                            |                                    |            |
| 4 | «El monstruo bajo la ciudad» «Il mostro sotto la città» «The Monster Under the City»                    | 4 de noviembre del 2016   | 26 de mayo del 2018        | 4 de noviembre del 2016            | 104        |
| Usando sus habilidades técnicas, Naoki ayuda a las Winx a proyectar su imagen, entonces actúa como cebo del Hombre Cocodrilo para que las Winx puedan enfrentarlo en las alcantarillas.                                                                            | |                           |                            |                                    |            |
| 5 | «Se busca estilista» «Cercasi stilista» «Stylist Wanted»                                                | 4 de noviembre del 2016   | 26 de mayo del 2018        | 4 de noviembre del 2016            | 105        |
| Tras darse cuenta de que el Hombre Cocodrilo está viniendo, las Winx tienen una visión de una chica con talento de moda en París y deciden ir a salvarla del secuestro.                                                                                            | |                           |                            |                                    |            |
| 6 | «La semana de la moda» «La settimana della moda» «The Fashion Week»                                     | 4 de noviembre del 2016   | 26 de mayo del 2018        | 4 de noviembre del 2016            | 106        |
| Mientras Ace se preocupa por el espectáculo y la verdadera Sophie está enferma en el Mundo de los Sueños, las Winx acaban en un evento de la Semana de la Moda para encontrar a su impostora.                                                                      | |                           |                            |                                    |            |
| 7 | «Torneo de chefs» «Cuochi in gara» «The Chef Contest»                                                   | 4 de noviembre del 2016   | 26 de mayo del 2018        | 4 de noviembre del 2016            | 107        |
| Bloom se dirige a la casa de Annabelle para investigar el reloj misterioso mientras su modelo suplente, Lorelei, intenta mezclarse con las otras Winx. | |                           |                            |                                    |            |
| 8 | «El chamán» «Lo sciamano» «The Shaman»                                                                  | 4 de noviembre del 2016   | 26 de mayo del 2018        | 4 de noviembre del 2016            | 108        |
| Después de que la policía la interrogó sobre Annabelle, Bloom habla con Roxy sobre recuperar el reloj. Las Winx entonces van a China para encontrar a una muchacha con talento de Kung Fu llamada Yu.                                                              | |                           |                            |                                    |            |
| 9 | «Sueños destrozados» «Sogni in frantumi» «Shattered Dreams»                                             | 4 de noviembre del 2016   | 26 de mayo del 2018        | 4 de noviembre del 2016            | 109        |
| Las Winx fuerzan al chamán capturado a revelar quién en el Mundo de los Sueños está detrás de los secuestros, entonces corren hacia Londres para salvar a la joven pianista Madelyn.                                                                               | |                           |                            |                                    |            |
| 10 | «Aguas peligrosas» «Acque pericolose» «Dangerous Waters»                                                | 4 de noviembre del 2016   | 26 de mayo del 2018        | 4 de noviembre del 2016            | 110        |
| En California, mientras las Winx están en busca de talentos, Ace cae bajo el hechizo de la Reina. Bloom y Roxy tienen que recuperar el reloj de los detectives. | |                           |                            |                                    |            |
| 11 | «Sombras en la nieve» «Ombre sulla neve» «Shadows on the Snow»                                          | 4 de noviembre del 2016   | 26 de mayo del 2018        | 4 de noviembre del 2016            | 111        |
| Confiando en el misterioso Jim, Bloom acepta ir a ver el relojero en Suiza, justo donde las Winx identifican a un surfista de la nieve suizo como su próximo talento.                                                                                              | |                           |                            |                                    |            |
| 12 | «El relojero» «L'orologiaio» «The Watchmaker»                                                           | 4 de noviembre del 2016   | 26 de mayo del 2018        | 4 de noviembre del 2016            | 112        |
| En el castillo del relojero, los monstruos piratas de la reina atacan a Bloom, a Jim y a los detectives, mientras que las Winx descubren el verdadero talento de Silke.                                                                                            | |                           |                            |                                    |            |
| 13 | «La caída de la reina» «La caduta della regina» «The Fall of the Queen»                                 | 4 de noviembre del 2016   | 26 de mayo del 2018        | 4 de noviembre del 2016            | 113        |
| Cuando el final del espectáculo “WOW” está listo para empezar, las Winx quedan atrapadas en el Mundo de los Sueños y Bloom y Jim tienen que enfrentarse contra la Reina y sus monstruos.                                                                           | |                           |                            |                                    |            |

### Temporada 2
| # | Título del episodio                                                                           | Fecha de estreno original | Fecha de estreno en España | Fecha de estreno en Hispanoamérica | Producción |
| --- | --------------------------------------------------------------------------------------------- | ------------------------- | -------------------------- | ---------------------------------- | ---------- |
| 1 (14) | «El país de Nunca Jamás» «L'isola che non c'è» «Neverland»                                    | 16 de junio del 2017      | 19 de diciembre del 2018   | 16 de junio del 2017               | 201        |
| Empoderadas por su líder para salvar el Mundo de los Sueños, las Winx se enfrentan a los demonios de la Reina, y Jim les cuenta la verdad sobre la tierra de las sombras. |                                                                                               |                           |                            |                                    |            |
| 2 (15) | «El hijo de Peter Pan» «Il figlio di Peter Pan» «Peter Pan's Son»                             | 16 de junio del 2017      | 19 de diciembre del 2018   | 16 de junio del 2017               | 202        |
| Las Winx buscan al hijo de Peter Pan en Londres, pero las detiene una némesis creada por la Reina para aprovecharse de las debilidades de Bloom. |                                                                                               |                           |                            |                                    |            |
| 3 (16) | «El Hombre Aligátor» «L'uomo alligatore» «The Alligator Man»                                  | 16 de junio del 2017      | 19 de diciembre del 2018   | 16 de junio del 2017               | 203        |
| Para completar una misión, el equipo se divide: un grupo va al Mundo de los Sueños para salvar a Jim del Hombre Aligátor, y el otro busca a Matt en París. |                                                                                               |                           |                            |                                    |            |
| 4 (17) | «Sirenas en la Tierra» «Sirene sulla Terra» «Mermaids on Earth»                               | 16 de junio del 2017      | 19 de diciembre del 2018   | 16 de junio del 2017               | 204        |
| Luego de que Musa se enfrenta contra su némesis en Notre Dame, el equipo se reúne para capturar a tres sirenas que se habían escapado y causan estragos en París. |                                                                                               |                           |                            |                                    |            |
| 5 (18) | «Emociones en la escuela de moda» «Brividi nella scuola di moda» «Fashion School Thrills»     | 16 de junio del 2017      | 19 de diciembre del 2018   | 16 de junio del 2017               | 205        |
| Stella busca a Matt y se topa con un enemigo, mientras otras Winx se dan prisa para liberar a los piratas de las trampas de la Reina. |                                                                                               |                           |                            |                                    |            |
| 6 (19) | «La chica de las estrellas» «La ragazza dei sogni» «The Girl in the Stars»                    | 16 de junio del 2017      | 19 de diciembre del 2018   | 16 de junio del 2017               | 206        |
| Musa, Flora y Bloom luchan contra monstruos y energía oscura en el bosque de la Reina, mientras las demás Winx persiguen al secuestrador de Matt por los techos de París. |                                                                                               |                           |                            |                                    |            |
| 7 (20) | «Una flor en la nieve» «Il fiore più bello» «A Flower in the Snow»                            | 16 de junio del 2017      | 19 de diciembre del 2018   | 16 de junio del 2017               | 207        |
| Flora usa sus poderes naturales para buscar a un Matt enloquecido de amor en Suiza, sin saber que la Reina creó un monstruo pedregoso para destruirla. |                                                                                               |                           |                            |                                    |            |
| 8 (21) | «Tigrilla» «Giglio tigrato» «Tiger Lily»                                                      | 16 de junio del 2017      | 19 de diciembre del 2018   | 16 de junio del 2017               | 208        |
| A pesar de que Tigrilla tiene visiones de un Matt heroico, Layla tiene dificultades con el entrenamiento de guerrero, que pronto ponen a prueba los monstruos de la Reina. |                                                                                               |                           |                            |                                    |            |
| 9 (22) | «Un héroe vendrá» «La spada dell'eroe» «A Hero Will Come»                                     | 16 de junio del 2017      | 19 de diciembre del 2018   | 16 de junio del 2017               | 209        |
| Tras la batalla con la némesis de Layla, las Winx se reúnen con Matt y Wendy, y luego se infiltran en la casa de un coleccionista para buscar la espada de Peter Pan. |                                                                                               |                           |                            |                                    |            |
| 10 (23) | «Trampa tecnomágica» «Trappola tecnomagica» «Technomagic Trap»                                | 16 de junio del 2017      | 19 de diciembre del 2018   | 16 de junio del 2017               | 210        |
| Tecna lucha contra su némesis en la bóveda de arte. Luego, armado con la espada de su padre, Matt se une a las Winx y a Jim en el Mundo de los Sueños. |                                                                                               |                           |                            |                                    |            |
| 11 (24) | «La venganza de Jim» «La vendetta di Jim» «Jim's Revenge»                                     | 16 de junio del 2017      | 19 de diciembre del 2018   | 16 de junio del 2017               | 211        |
| Un terremoto sorprende a las Winx sobre el escenario, y Jim, Matt y el ejército pirata intentan derrotar a las criaturas de la sombra y penetrar el muro de la Reina. |                                                                                               |                           |                            |                                    |            |
| 12 (25) | «Viejos amigos y nuevos enemigos» «Vecchi amici e nuovi nemici» «Old Friends and New Enemies» | 16 de junio del 2017      | 19 de diciembre del 2018   | 16 de junio del 2017               | 212        |
| Luego de la traición de Jim, Matt intenta huir en una barca, pero es abordado por sirenas. En la Tierra, las hadas Winx luchan contra el ejército de piratas de Jim. |                                                                                               |                           |                            |                                    |            |
| 13 (26) | «Campanilla ha vuelto» «Il ritorno di Campanellino» «Tinkerbell Is Back»                      | 16 de junio del 2017      | 19 de diciembre del 2018   | 16 de junio del 2017               | 213        |
| Las Winx se unen a Matt y a la arrepentida Reina en una batalla épica contra Jim en el Mundo de los Sueños, y descubren que Venomya es en realidad Baba Yaga, ella advierte a las Winx de que está a punto de convocar a su aquelarre debido a que en la Tierra no hay lugar para hadas y brujas. |                                                                                               |                           |                            |                                    |            |